# Josef Blum (Kampfsportler)

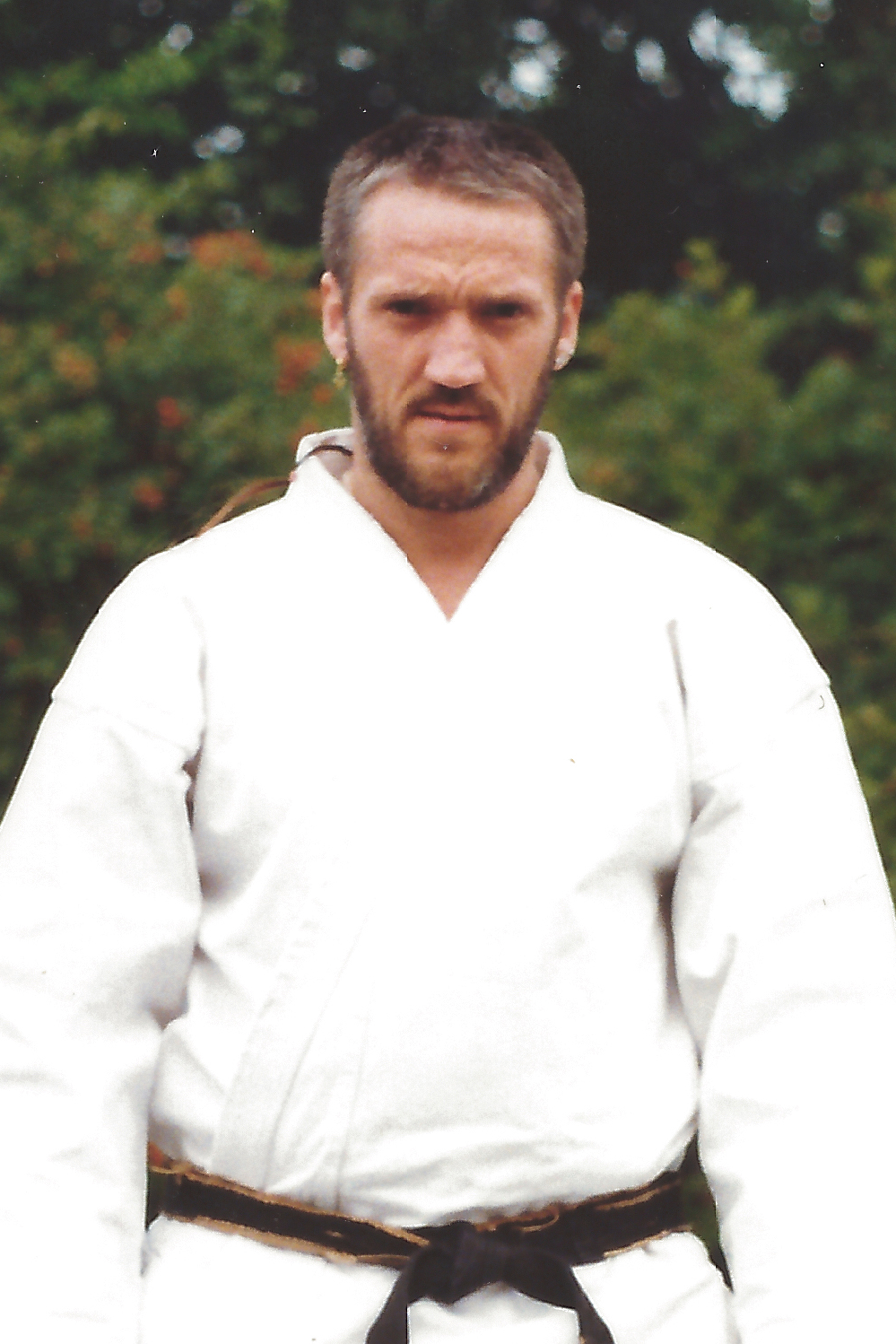
Josef Blum

Josef „Jupp“ Blum (* 27. März 1956 in Trier, Deutschland) ist ein international tätiger deutscher Meister der Kampfkunst, Kyoshi und Träger des 8. Dan des Kobayashi-ryū Karate und 5. Dan des Shorinji ryu Karate, Kobudo, Tai Chi.
Er ist technischer Direktor des Kobayashi-ryū innerhalb des Butokukai Germany und ehemaliger Schüler von Großmeister Miyahira Katsuya, Hanshi, 10. Dan.

## Kampfkunst
Im Jahre 1972 begann er in Trier mit dem Unterricht im Polizei-Sportverein-Trier e. V. in der Stilrichtung Shotokan Karate Do. 1974 wechselte er in das Dojo von William Marsh. Ab dem Jahre 1980 wurde dort die Stilrichtung des Shorinji ryu unter der Leitung von Richard Lee und der Schirmherrschaft des Butokukai International gelehrt. Josef Blum lernte Großmeister Richard Kim 1981 in Frankreich kennen. 1982 verließ Richard Lee den Butokukai International und Butokukai France und gründete seinen Verband Shorin Ji Ryu International (SJRI). Das Dojo von William Marsh folgte ihm. Sein Dojo „Karate-Dojo Aach-Newel“ gründete Josef Blum 1982. Im März 1984 lernte Josef Blum den heutigen Meister des Shorinji ryu Stephan Peitz kennen und begleitete ihn als Mentor, bis Peitz im Jahre 1995 den Verband Shorin Ji Ryu International und das Dojo von William Marsh verließ. Es war im Jahre 1993 als Josef Blum mit dem Studium des Kobayashi ryu beginnt.
1997 verließ Josef Blum mit dem Erreichen des 5. Dan Shorinji ryu das Dojo von William Marsh sowie den Verband Shorin Ji Ryu International. Dies war auch das Jahr, in dem er auf der Insel Okinawa erfolgreich die Prüfung zum 5. Dan Kobayashi ryu im Honbu Dojo von Großmeister Miyahira Katsuya, Hanshi, 10. Dan, ablegte. Von diesem Moment an verschrieb sich Josef Blum gänzlich dieser Stilrichtung und besuchte ständig Sommerlehrgänge mit Großmeister Miyahira Katsuya auf Okinawa. 2005 wurde Josef Blum erfolgreich von Großmeister Miyahira Katsuya zum 7. Dan Kobayashi Ryu Karate Do geprüft und ihm wurde der Titel Kyoshi zugesprochen. Ehrenhalber übergibt Seiyu Nakamura Josef Blum seinen leibeigenen Gürtel. Es war im Jahr 2007, als Josef Blum den Verband des Kobayashi ryu „Okinawa Shorin-ryu Shidokan Karate-do“ verließ.
Seit 2022 ist Meister Josef Blum Mitglied des Butokukai Germany und Kokusai Butokukai. Mit dem Einverständnis des Großmeisters Jean Chalamon, Hanshi, 10. Dan, wird er zum technischen Direktor des Kobayashi ryu Karate Do und Ehrenmitglied innerhalb des Butokukai Germany ernannt, gefolgt von der Ernennung zum Kyoshi.

## Zertifizierungen
- 1983 Sho-Dan Shorinji Ryu Karate Do (1. Meistergrad) verliehen von Richard Lee des Shorinjiryu International.
- 1986 Ni-Dan Shorinji Ryu Karate Do (2. Meistergrad) verliehen von Richard Lee des Shorinjiryu International.
- 1989 San-Dan Shorinji Ryu Karate Do (3. Meistergrad) verliehen von Richard Lee des Shorinjiryu International.
- 1993 Yon-Dan Shorinji Ryu Karate Do (4. Meistergrad) verliehen von Richard Lee des Shorinjiryu International.
- 1997 Go-Dan Shorinji Ryu Karate Do (5. Meistergrad) Shorinjiryu International. Bestätigt und zertifiziert 2022 durch den Kokusai Butokukai. Go-Dan Kobayashi Ryu Karate Do (5. Meistergrad) verliehen von Miyahira Katsuya des Okinawa Shorin Ryu Shidokan auf der Insel Okinawa, Japan.
- 2000 Roku-Dan Kobayashi Ryu Karate Do (6. Meistergrad) verliehen von Miyahira Katsuya des Okinawa Shorin Ryu Shidokan.
- 2005 Sichi-Dan Kobayashi Ryu Karate Do (7. Meistergrad) verliehen von Miyahira Katsuya des Okinawa Shorin Ryu Shidokan sowie Ernennung zum Kyoshi.
- 2022 Zertifizierte Mitgliedschaft im Kokusai Butokukai sowie im Butokukai Germany. Ernennung zum Technischen Direktor der Stilrichtung Kobayashi Ryu innerhalb des Butokukai Germany durch Jean Chalamon. Bestätigung des Titels Kyoshi durch den Kokusai Butokukai durch Jean Chalamon.
- 2023 Hachi-Dan Kobayashi Ryu Karate Do (8. Meistergrad) verliehen von Jean Chalamon durch den Kokusai Butokukai.

## Schriften
Im Selbstverlag des Butokukai Germany sind erschienen:
- Kobayashi Ryu Karate Do - Kata. Die 20 Kata. Josef Blum, Stephan Peitz, Ostfildern 2023.